# Аборты в Бразилии
Аборты в Бразилии проводятся легально только если беременность ставит жизнь матери под угрозу, или если зачатие произошло в результате изнасилования. Наказание для матери, совершившей или согласившейся на аборт за пределами правовых исключений, варьируется от одного до трёх лет заключения. Сторона, совершившая незаконный аборт женщине с её согласия, несёт наказание от одного до четырёх лет заключения, срок может быть увеличен на треть в случае любого физического вреда, причинённого женщине, или вообще удвоен если женщина скончалась в результате аборта. Уголовные наказания, установленные на срок в четыре года или меньше, могут быть заменены на наказания, не связанные с лишением свободы, такие как общественные работы и принудительные пожертвования на благотворительные цели.
Бразилия подписала Американскую конвенцию о правах человека, которая даёт человеческому эмбриону право на жизнь «вообще с момента зачатия» и имеет легальный статус наряду с конституцией Бразилии. Гражданский кодекс Бразилии также стоит на страже прав нерождённых. Однако в деле 2008 года Верховный федеральный суд проголосовал (6 голосов против 5) что право на жизнь применимо только к внутриматочному эмбриону и что замороженные эмбрионы годные к помещению внутрь матки не обладают фундаментальными правами и над ними могут проводиться исследования. 
17 декабря 2012 года Верховный федеральный суд проголосовал (8 голосов «за», 2 – «против») за расширения права на выполнение абортов в случае обнаружения у плода анэнцефалии. Некоторые религиозные и правозащитные движения осудили решение суда, заявляя что это следовало провести законодательно и что это может привести к дальнейшей декриминализации процесса в стране.

## Нелегальные аборты
В связи со сложностью проведения легальных абортов, в Бразилии в конце 1980-х годов для проведения самостоятельного аборта массово распространился препарат под торговой маркой Cytotec (мизопростол), появившийся в продаже в 1986 году для лечения язвы желудка и кишечника. В первой половине 1991 года власти, проанализировав неожиданный рост популярности противоязвенного лекарства, ограничили свободную продажу мизопростола, однако препарат продолжил применяться для прерывания беременности и в последующие годы, цена одной дозы (4 таблетки) на чёрном рынке возросла до 100 долларов США. Среди нелегальных абортов, практикуемых в Бразилии, аборт посредством применения мизопростола считается наименее чреватым осложнениями, тем не менее, метод далеко не безопасен: самый распространённый побочный эффект — вагинальные кровотечения. Более половины женщин, поступивших в больницы Рио-де-Жанейро в результате неудачного аборта в 1991 году, индуцировали прерывание беременности именно мизопростолом, хотя это свидетельствует не столько об опасности метода по сравнению с другими (напротив, смертность от внеклинических абортов в стране заметно снизилась с появлением в продаже мизопростола, что было продемонстрировано на примере Гоянии), сколько о его популярности. Риск осложнений в случае контролируемого аборта в клинике ниже, чем при применении мизопростола. Так как эффективность мизопростола для прерывания беременности не очень высока, есть также риск рождения детей со врождёнными заболеваниями, среди которых особенно отмечают дефекты конечностей (limb deficiency) и синдром Мёбиуса.
Согласно оценке Всемирного банка от 1991 года в среднем одна женщина в течение жизни делает два аборта. Министерство здравоохранения в 1992 году оценило общий ежегодный уровень абортов от 800 тыс. до 1,2 млн проведя экстраполяцию от числа госпитализаций в учреждения здравоохранения после проведённых абортов. По мнению Всемирной организации здравоохранения это число может быть занижено.

## Общественное мнение
Согласно данным опроса, проведённого в 2007 году ежедневной газетой Folha de S. Paulo, 65% бразильцев полагают, что действующий сейчас закон «следует изменить», чтобы «разрешить проведение абортов в других случаях», 10% считают, что аборты необходимо «декриминализировать», и 5% «не уверены».
Последний опрос общественного мнения по этому вопросу был проведён в 2010 году институтом опросов Vox Populi.  Исследование показало, что число противников абортов выросло. 65% бразильцев считают, что действующий закон не следует изменять, 10% считают, что аборты необходимо декриминализировать, 4% заявило, что у них нет определённой позиции по этому вопросу. 
В марте 2009 года между бразильским правительством и католической церковью возник спор, связанный с несколькими отлучениями от церкви, последовавшими после скандала с абортом, привлёкшим внимание публики. Девятилетняя девочка была изнасилована отчимом и забеременела двойней. 4-го марта доктора в Ресифи выполнили аборт, после того как установили, что девочка может погибнуть при дальнейшем течении беременности. Архиепископ Хосе Кардозо Собриньо отлучил от церкви мать девочки, врачей, проводивших аборт и судью, отказавшегося наложить запрет на проведение аборта.  